# Саут-Гейвен (Мічиган)
Саут-Гейвен (англ. South Haven) — місто (англ. city) в США, в округах Ван-Б'юрен і Аллеган штату Мічиган. Населення — 3964 особи (2020).

## Географія
Саут-Гейвен розташований за координатами 42°24′6″ пн. ш. 86°16′2″ зх. д. / 42.40167° пн. ш. 86.26722° зх. д. (42.401545, -86.267118).  За даними Бюро перепису населення США в 2010 році місто мало площу 9,05 км², з яких 8,81 км² — суходіл та 0,25 км² — водойми.

### Клімат
| Клімат : Саут-Гейвен               | Клімат : Саут-Гейвен | Клімат : Саут-Гейвен | Клімат : Саут-Гейвен | Клімат : Саут-Гейвен | Клімат : Саут-Гейвен | Клімат : Саут-Гейвен | Клімат : Саут-Гейвен | Клімат : Саут-Гейвен | Клімат : Саут-Гейвен | Клімат : Саут-Гейвен | Клімат : Саут-Гейвен | Клімат : Саут-Гейвен | Клімат : Саут-Гейвен |
| Показник                           | Січ.                 | Лют.                 | Бер.                 | Квіт.                | Трав.                | Черв.                | Лип.                 | Серп.                | Вер.                 | Жовт.                | Лист.                | Груд.                | Рік                  |
| Абсолютний максимум, °C            | 19,4                 | 21,7                 | 27,2                 | 31,7                 | 33,9                 | 37,8                 | 37,2                 | 37,2                 | 36,1                 | 32,2                 | 25,6                 | 21,7                 | 37,8                 |
| Середній максимум, °C              | 0,6                  | 2,1                  | 6,9                  | 13,4                 | 19,1                 | 24,1                 | 26,4                 | 26,0                 | 22,7                 | 16,5                 | 9,6                  | 2,9                  | 14,2                 |
| Середня температура, °C            | −2,6                 | −1,3                 | 2,8                  | 8,8                  | 14,2                 | 19,6                 | 22,3                 | 21,9                 | 18,2                 | 12,2                 | 6,1                  | −0,1                 | 10,2                 |
| Середній мінімум, °C               | −5,8                 | −4,7                 | −1,3                 | 4,2                  | 9,4                  | 15,0                 | 18,2                 | 17,7                 | 13,7                 | 7,9                  | 2,6                  | −3,1                 | 6,1                  |
| Абсолютний мінімум, °C             | −25,6                | −30                  | −22,2                | −13,9                | −4,4                 | 1,7                  | 3,9                  | 2,8                  | −3,3                 | −9,4                 | −23,3                | −24,4                | −30                  |
| Норма опадів, мм                   | 41                   | 53                   | 47                   | 76                   | 86                   | 69                   | 74                   | 88                   | 93                   | 81                   | 77                   | 73                   | 857                  |
| Днів з опадами                     | 7,3                  | 5,1                  | 7,7                  | 10,4                 | 11,2                 | 8,6                  | 7,7                  | 8,5                  | 9,8                  | 11,3                 | 10,1                 | 7,8                  | 105,4                |
| Днів зі снігом                     | 6,9                  | 5,4                  | 1,3                  | 0,4                  | 0                    | 0                    | 0                    | 0                    | 0                    | 0                    | 0,7                  | 6,7                  | 21,5                 |
| ---------------------------------- | -------------------- | -------------------- | -------------------- | -------------------- | -------------------- | -------------------- | -------------------- | -------------------- | -------------------- | -------------------- | -------------------- | -------------------- | -------------------- |
| Джерело: NOAA (normals 1981−2010), |                      |                      |                      |                      |                      |                      |                      |                      |                      |                      |                      |                      |                      |

## Демографія
Згідно з переписом 2010 року, у місті мешкали 4403 особи в 1959 домогосподарствах у складі 1126 родин. Густота населення становила 486 осіб/км².  Було 3346 помешкань (370/км²).
Расовий склад населення:
| - 81,7 % — білих - 13,3 % — чорних або афроамериканців - 0,7 % — корінних американців - 0,5 % — азіатів - 0,1 % — вихідців з тихоокеанських островів |

До двох чи більше рас належало 2,9 %. Частка іспаномовних становила 3,8 % від усіх жителів.
За віковим діапазоном населення розподілялося таким чином: 20,2 % — особи молодші 18 років, 57,3 % — особи у віці 18—64 років, 22,5 % — особи у віці 65 років та старші. Медіана віку мешканця становила 47,7 року. На 100 осіб жіночої статі у місті припадало 81,5 чоловіків;  на 100 жінок у віці від 18 років та старших — 76,8 чоловіків також старших 18 років.
Середній дохід на одне домашнє господарство  становив 61 192 долари США (медіана — 40 122), а середній дохід на одну сім'ю — 89 641 долар (медіана — 62 212). Медіана доходів становила 53 438 доларів для чоловіків та 33 242 долари для жінок. За межею бідності перебувало 18,1 % осіб, у тому числі 28,2 % дітей у віці до 18 років та 11,6 % осіб у віці 65 років та старших.
Цивільне працевлаштоване населення становило 1812 особи. Основні галузі зайнятості: освіта, охорона здоров'я та соціальна допомога — 18,0 %, мистецтво, розваги та відпочинок — 16,5 %, роздрібна торгівля — 15,7 %.